# Szaniszló Zoltán
Szaniszló Zoltán (Kolozsvár, 1910. november 27. – ?, 1959) válogatott labdarúgó, balfedezet. A sportsajtóban Szaniszló II néven volt ismert.

## Pályafutása

### Klubcsapatban
A Hungária labdarúgója volt. Megbízható, lelkiismeretes játékos volt, aki inkább a védekezésben jeleskedett.

### A válogatottban
1932-ben egy alkalommal szerepelt a magyar labdarúgó-válogatottban.

## Sikerei, díjai
- Magyar bajnokság
  - 2.: 1932–33
  - 3.: 1943–44
- Magyar kupa
  - győztes: 1932
- Román bajnokság
  - 2.: 1937–38
  - 3.: 1935–36, 1938–39

## Statisztika

### Mérkőzése a magyar válogatottban
| Magyarország | Magyarország       | Magyarország             | Magyarország | Magyarország | Magyarország | Magyarország | Magyarország | Magyarország |
| #            | Dátum              | Helyszín                 | Hazai        | Eredmény     | Vendég       | Kiírás       | Gólok        | Esemény      |
| ------------ | ------------------ | ------------------------ | ------------ | ------------ | ------------ | ------------ | ------------ | ------------ |
| 1.           | 1932. november 27. | Milánó, San Siro Stadion | Olaszország  | 4 – 2        | Magyarország | barátságos   | -            | 46'          |
|              | Összesen           |                          |              | 1            | mérkőzés     |              | 0            | gól          |

### Mérkőzései a román válogatottban
| Románia | Románia           | Románia  | Románia       | Románia  | Románia       | Románia                | Románia | Románia |
| #       | Dátum             | Helyszín | Hazai         | Eredmény | Vendég        | Kiírás                 | Gólok   | Esemény |
| ------- | ----------------- | -------- | ------------- | -------- | ------------- | ---------------------- | ------- | ------- |
| 1.      | 1935. november 3. | Bukarest | Románia       | 4 – 1    | Lengyelország | barátságos             | -       |         |
| 2.      | 1936. május 10.   | Bukarest | Románia       | 3 – 2    | Jugoszlávia   | II. Károly király-kupa | -       |         |
| 3.      | 1936. május 17.   | Bukarest | Románia       | 5 – 2    | Görögország   | Balkán-kupa            | -       |         |
| 4.      | 1936. május 24.   | Bukarest | Románia       | 4 – 1    | Bulgária      | Balkán-kupa            | -       |         |
| 5.      | 1938. december 4. | Prága    | Csehszlovákia | 6 – 2    | Románia       | Eduard Benes kupa      | -       |         |
|         | Összesen          |          |               | 5        | mérkőzés      |                        | 0       | gól     |